# Aira Samulin
Aira Laila  Suvio-Samulin, född Suvio den 27 februari 1927 i Ignoila i Salmis, död 23 oktober 2023 i Helsingfors, var en finländsk danspedagog och modeföretagare.

## Biografi
Aira Samulin började uppträda med sång och dans som 2,5-åring. Fram till 1939 levde hon omgiven av en släkt full med dansare, skådespelare, idrottare och modeexperter i och omkring Viborg i dåvarande Finland. Men i och med vinterkriget miste Samulins familj allt. Samulins pappa, Viktor, stupade i fortsättningskriget år 1941 när Aira var 14 år gammal. Familjen förlust också sitt hem och övriga egendom.
Samulin inledde sin karriär i Helsingfors under sent 1940-tal som tävlingsdansare och danslärare med sin dåvarande make Helge Samulin. Hon grundade på 1960-talet dansgruppen Rytmikkäät mannekiinit, där dans och modevisning kombinerades på ett sätt som var nytt för finländska förhållanden. Hon drev vidare egen dansskola i många år och introducerade från 1960-talet om framåt flera modedanser och hade oupphörligt propagerat för dansens hälsobringande verkan.
Samulin hade också arbetat för Suomen Filmiteollisuus (Finlands fimindustri). År 1989–1996 var Samulin med i Esbo stadsfullmäktige i Centern i Finlands grupp. Dessutom har Samulin också varit med i Helsingfors stadsfullmäktige.
På äldre dagar hade den färgstarka och ungdomligt klädda Samulin engagerat sig bland annat i mentalvårdsfrågor, vilket hade sin grund i egna erfarenheter inom den närmaste kretsen. Om detta hade hon skrivit i memoarböckerna Soturi ja Sunnuntailapsi (1987) och Auringonpimennys (1989). Speciellt arbetade hon för ungas och gamlas välbefinnande. Aira Samulin besökte ännu i 90-årsåldern ofta äldreboenden och gav av sin tid till personer som annars hade blivit utan besök. Hennes liv skildrades 2001 i filmen Tango Kabaree (regi av Pekka Lehto), där hon själv hade en av huvudrollerna.  
Samulin lät även bygga upp den karelska gården Hyrsylän mutka i Nummis i Lojo, som förevisas för besökare. På gården finns en staty över hennes älskade far och ett minnesmärke över andra stupade och dem som blev föräldralösa i kriget.
Samulin hade en dotter Pirjo Samulin (1947–2018) och en son Jari Samulin (född 1955) i äktenskapet med Helge Samulin. Makarnas äktenskapsskillnad började 1963. Samulin avled i Mejlans sjukhus i Helsingfors den 23 oktober 2023. Hon var 96 år gammal.

## Utmärkelser

### Utmärkelsetecken
- Riddartecknet av Finlands Lejons orden,  6 december 1991[5]
- Krigsinvalidernas förtjänstkors,  2014[6]
- Frihetskorsets sorgekors[7]

[Redigera Wikidata]

### Övrigt
- MIELI Psykis Hälsa Finlands utmärkelse verket Auringonpimennys som handlar om familjevåld och psykisk hälsa
- Foretagarna i Helsingfors företagarnas livsverkspris år 2011
- Centralhandelskammarens utmärkelse för Samulins livsverk inom mode år 2017
- Årets Lotta 2021
- Årets positivaste finländare 2012